# Rayon de charge
Le rayon de charge est une mesure de la taille d’un noyau atomique, en particulier d’un proton ou d’un deutéron. Il peut être mesuré par la diffusion des électrons par le noyau et aussi déduit des effets de la taille nucléaire finie sur les niveaux d’énergie des électrons mesurés dans le spectre atomique.

## Définition
Le problème de la définition d’un rayon pour le noyau atomique est similaire au problème du rayon atomique, en cela que ni les atomes, ni leurs noyaux n’ont de limites bien définies. Cependant, le noyau peut être modélisé comme une sphère de charge positive pour l'interprétation des expériences de diffusion des électrons (en) : du fait qu’il n’existe pas de limite bien définie pour le noyau, les électrons « voient » une gamme de sections efficaces, à partir de laquelle une moyenne peut être extraite. En pratique la moyenne quadratique (rms pour « root mean square » en anglais) est utilisée parce que c’est la section efficace nucléaire, proportionnelle au carré du rayon, qui est déterminée par la diffusion d’électrons.
Cette définition du rayon de charge peut également être appliquée à des hadrons composites comme un proton, un neutron, un pion ou un kaon, qui sont constitués de plus d’un quark. Dans le cas d’un baryon d’anti-matière (par exemple un anti-proton) et de certaines particules avec une charge électrique nette nulle, les particules composites doivent être modélisée par une sphère de charge électrique négative plutôt que de charge électrique positive pour l’interprétation des expériences de diffusion d’électrons. Dans ces cas, le carré du rayon de charge de la particule est définie de façon à être négatif, avec la même valeur absolue avec les unités de longueur au carré égale au rayon de charge au carré positif qu’ils auraient eu s'ils étaient identiques à tous les autres égards, mais que chaque quark dans la particule avait la charge électrique opposée (avec le rayon de charge lui-même ayant une valeur qui est un nombre imaginaire avec des unités de longueur). Il est d’usage lorsque le rayon de charge prend une valeur imaginaire de rapporter le carré négatif du rayon de charge, plutôt que le rayon de charge lui-même, pour une particule.
La particule la plus connue avec un rayon de charge au carré négatif est le neutron. L’explication heuristique de pourquoi le carré du rayon de charge d’un neutron est négatif, en dépit de sa charge électrique globalement neutre, provient du fait que les quarks down chargés négativement sont, en moyenne, situés dans la partie externe du neutron, tandis que son quark up chargé positivement se situe, en moyenne, vers le centre du neutron. Cette distribution asymétrique des charges à l’intérieur de la particule donne lieu à un petit rayon de charge au carré négatif pour la particule dans son ensemble. Mais, ce n’est que le plus simple d’une variété de modèles théoriques, dont certains sont plus élaborés, qui sont utilisés pour expliquer cette propriété du neutron.
Pour les deutérons et les noyaux plus lourds, il est d’usage de distinguer le rayon de charge de diffusion, rd (obtenu à partir de données de diffusion) et le rayon de charge d’état lié, Rd, qui comprend le terme de Darwin-Fold pour prendre en compte le comportement du moment magnétique anomal dans un champ électromagnétique, et qui est approprié pour traiter des données spectroscopiques. Les deux rayons sont reliés par la relation
{\displaystyle R_{\rm {d}}={\sqrt {r_{\rm {d}}^{2}+{\frac {3}{4}}\left({\frac {m_{\rm {e}}}{m_{\rm {d}}}}\right)^{2}\left({\frac {\lambda _{\rm {C}}}{2\pi }}\right)^{2}}},}
où me et md sont respectivement les masses de l’électron et du deutéron, λC est la longueur d’onde de Compton de l’électron. Pour le proton, les deux rayons sont identiques.

## Historique
La première estimation du rayon de charge nucléaire a été effectuée par Hans Geiger et Ernest Marsden en 1909, sous la direction d’Ernest Rutherford aux laboratoires physiques de l’Université de Manchester, au Royaume-Uni. La célèbre expérience a mis en jeu la diffusion de particules α sur une feuille d’or. Certaines particules étaient diffusées à des angles de plus de 90° ; elles revenaient donc du même côté de la feuille que la source α. Rutherford a été capable de fournir une limite supérieure au rayon du noyau d’or avec une valeur de 34 femtomètres.
De futurs études ont montré une relation empirique entre le rayon de charge et le nombre de masse, A, pour les noyaux plus lourds (A > 20) :
R ≈ r0A⅓
où la constante empirique r0 de 1,2–1,5 fm peut être interprétée comme le rayon du proton. Cela donne un rayon de charge pour le noyau d’or (A = 197) d’environ 7,5 fm.

## Mesures modernes
Les mesures directes modernes sont fondées sur des mesures de précision des niveaux d’énergie atomique dans l’hydrogène et le deutérium, et sur des mesures de diffusion des électrons par les noyaux,. Il y a davantage d’intérêt à connaitre les rayons de charge du proton et du deutéron, étant donné qu’ils peuvent être comparés avec le spectre de l’hydrogène/du deutérium atomique : la taille non nulle du noyau provoque un décalage dans les niveaux d’énergie électronique qui se manifeste par un changement de fréquence des raies spectrales. De telles comparaisons sont des tests de l’électrodynamique quantique. Depuis 2002, les rayons de charge du proton et du deutéron ont été indépendamment affinés dans le CODATA qui fournit les valeurs recommandées pour les constantes physiques. Les données de diffusion et spectroscopie ont toutes les deux été utilisées pour déterminer les valeurs recommandées.
Les valeurs recommandées du CODATA 2014 sont :
proton :   Rp = 0,8751(61)×10−15 m ;
deutéron : Rd = 2,1413(25)×10−15 m.

### Problème de la taille du proton
Une mesure récente du décalage de Lamb dans le protium muonique (un atome exotique constitué d’un proton et d’un muon négatif) indique une valeur significativement plus basse pour le rayon de charge du proton, 0,84087(39) fm : la raison de ce désaccord n’est pas claire,.
En 2016, des chercheurs ont mesuré le rayon de charge du deutéron au travers d’une étude spectroscopique d’un deutérium muonique et ont, comme pour le rayon de charge du proton, trouvé une valeur significativement inférieure à la valeur recommandées du CODATA,.